# Botjärnen (Ramsbergs socken, Västmanland, 664244-146726)
Botjärnen är en sjö i Lindesbergs kommun i Västmanland och ingår i Norrströms huvudavrinningsområde. Sjön är 15 meter djup, har en yta på 0,0992 kvadratkilometer och är belägen 277,1 meter över havet. Sjön avvattnas av vattendraget Sverkestaån (Ramshytteån).

## Delavrinningsområde
Botjärnen ingår i det delavrinningsområde (664100-146759) som SMHI kallar för Utloppet av Lilla Korslången. Medelhöjden är 289 meter över havet och ytan är 5,58 kvadratkilometer. Det finns ett avrinningsområde uppströms, och räknas det in blir den ackumulerade arean 7,32 kvadratkilometer. Sverkestaån (Ramshytteån) som avvattnar avrinningsområdet har biflödesordning 3, vilket innebär att vattnet flödar genom totalt 3 vattendrag innan det når havet efter 251 kilometer. Avrinningsområdet består mestadels av skog (63 procent). Avrinningsområdet har 1,58 kvadratkilometer vattenytor vilket ger det en sjöprocent på 28,2 procent.